# 鸟巢兰狸藻
鸟巢兰狸藻（學名：Utricularia neottioides）为狸藻屬多年生贴水生食虫植物。其种加词“neottioides”来源于鸟巢兰属的属名（Neottia)，指其花朵类似于鸟巢兰。其为可形成草甸的流水植物，通常附着于浅滩的岩石表面。鸟巢兰狸藻为南美洲的特有种，存在于哥伦比亚、委内瑞拉、巴西及玻利维亚。

## 外部連結
- 食虫植物照片搜寻引擎中鸟巢兰狸藻的照片（页面存档备份，存于）

 维基共享资源上的相關多媒體資源：鸟巢兰狸藻
 維基物種上的相關：鸟巢兰狸藻